# Zemannita
La zemannita es un mineral telurito de la clase de los minerales óxidos. Fue descubierta en 1961 en la mina Bambolla del municipio de Moctezuma, en el estado de Sonora (México), siendo nombrada así en honor de Josef Zemann, cristaloquímico austriaco. Un sinónimo es su clave: IMA1968-009.

## Características químicas
Es un telurito hidratado de los metales magnesio, cinc y hierro, sin aniones adicionales.

## Formación y yacimientos
Se forma como mineral secundario raro en la zona de oxidación de los yacimientos hidrotermales de minerales del oro y telurio.
Suele encontrarse asociado a otros minerales como: telurio nativo, telurita, paratelurita, spiroffita o mroseíta.